# Altri
Altri SGPS S.A. ist eine portugiesische Holding und Hersteller von Eukalyptus-Zellstoffen, die aus über 80.000 Hektar zertifizierten Wäldern in Portugal gewonnen werden. Altri wurde im Jahr 2005 als Folge der Restrukturierung der Cofina-Gruppe, durch Ausgliederung des industriellen Vermögens, gegründet. Die Aktie ist im PSI 20 an der Börse Lissabon gelistet.
Ihre wesentlichen Tochtergesellschaften sind die vier Papierfabriken Celbi, Caima, Celtejo und CTK, die gegenwärtig rund 900.000 Tonnen Papier produzieren, davon werden 90 Prozent nach Europa exportiert. Die Tochtergesellschaft Altri F. Ramada, die Stahl und Speichersysteme sowie kalt gewalzte Stahlbleche und -bänder, Maschinen, Werkzeuge und andere verwandte Produkte hergestellt, wurde aus der Börse im Jahr 2008 ausgegliedert.

## Eigentümerschaft
Die Aktie der Altri hat an der Portuguese Stock Index 20 eine Gewichtung von 0,7 %.
| Anteil  | Anteilseigner                 |
| ------- | ----------------------------- |
| 20,47 % | Cofihold                      |
| 9,92 %  | UBS                           |
| 6,21 %  | Ana Rebelo Mendonça Fernandes |
| 5,06 %  | Bestinver                     |
| 4,47 %  | Caderno Azul                  |
| 53,87 % | Streubesitz                   |